# Прямий ефір (Зона сутінків)
Прямий ефір (англ. Cold Reading) — третій сегмент 18-го епізоду 1-го сезону телевізійного серіалу «Зона сутінків».

## Сюжет
Дія відбувається у США 1930-х років. В цей час в країні панує епоха радіо. На початку епізоду до студії радіотеатру Вестбрука (англ. Westbrook Radio Theater) приходить актор Майло Трент — він має замінити іншого актора, який не зміг приїхати на запис за станом здоров'я. Однак швейцар не впускає Трента до студії, оскільки останнього немає в списку, та пропонує акторові стати в чергу, якщо той шукає роботу. В цей час приїжджає містер Вестбрук, власник радіотеатру, та наполягає, щоб Майло Трент таки увійшов всередину будівлі. Швейцар під загрозою звільнення пропускає актора. Трент запевняє містера Вестбрука, що вивчив сценарій, однак в цей час дізнається, що сценарій повністю перероблено. Містер Вестбрук вказує Трентові його частину сценарію, після чого вони разом проходять до студії. До початку радіоефіру залишаються лічені хвилини. В цей день має транслюватися радіоспектакль про дослідника Африки Діка Нобеля. Містер Вестбрук критикує одного зі своїх асистентів — звукоінженера — за те, що той, на його думку, записав на платівку несправжні африканські барабани. Асистент запевняє містера Вестбрука, що барабани справжні, однак останній не вірить йому. Тоді асистент демонструє містеру Вестбруку брязкальце, яким користуються служителі культу вуду. Містер Вестбрук починає розмахувати брязкальцем, не вірячи, що воно справжнє, та висловлює вслух бажання, щоб звуковий супровід спектаклю був природним, а не записаним на платівці. Після початку радіоефіру починають відбуватися неймовірні речі — в студії з'являються справжні африканські тварини, голос яких супроводжує спектакль. Далі за сценарієм має бути тропічна злива, й, коли актори дочитують до цього моменту, прямо в студії починається сильний дощ, звук якого в цей час також супроводжує мовлення акторів. Емоції акторів, які за нормальних обставин були б награними, стають справжніми, оскільки вони фізично переживають те, що мали б пережити лише в своїй уяві. Містер Вестбрук приходить у цілковитий захват. Однак задоволення трохи згодом трансформується у страх, оскільки далі за сценарієм мають бути авіакатастрофа та землетрус. Враховуючи, що вони також були б справжніми, якби актори дочитали до них, сценарій довелося швидко переробити. В результаті вдається уникнути явищ, які становлять реальну загрозу життю людей. Після закінчення спектаклю студія перетворюється на справжні джунглі з екзотичними рослинами та тваринами. Наприкінці епізоду ведучий-конферансьє робить анонс наступного спектаклю, в якому розповідається про інопланетян. В цей час стіну студії пробиває літаюча тарілка, в якій знаходяться прибульці.

## Початкова оповідь
Повернемося до тих захоплюючих часів минулого, коли в ефірі панувало радіо. Спецефекти визначалися вашою фантазією, а весь запис проводився в студіях Зони сутінків.

## Цікавий факт
Епізод не має оповіді наприкінці.

## Ролі виконують
- Дік Шон — Нельсон Вестбрук
- Джанет Керрол — Мерілін Кевендіш
- Джоель Брукс — Джек Голанд
- Ларрі Пойндекстер — Майло Трент
- Аннет Маккарті — Карла
- Ральф Манза — Сол
- Кевін Скеннел — конферансьє
- Майк Пнєвскі — Пейдж
- Пол Кіт — Пол Луміс
- Томас Беллін — Ед Вінтер
- Джон Мелікер — звукоінженер

## Прем'єра
Прем'єрний показ епізоду відбувся у Великій Британії та США 14 лютого 1986.